# Athanasius Kircher
Athanasius Kircher (často, ale chybně Kirchner, 2. května 1602 – 27. nebo 28. listopadu 1680) byl německý jezuitský učenec, zabývající se především orientalistikou, geologií a lékařstvím. Jako autor jedné z prvních vědeckých prací o egyptských hieroglyfech bývá pokládán za zakladatele egyptologie. Byl také jedním z prvních lidí, kteří pozorovali mikroorganismy pomocí mikroskopu a předběhl svou dobu v tom, že tvrdil, že způsobují mor a navrhl proto účinné prostředky proti šíření choroby.
Kircher bývá srovnáván s Leonardem da Vincim pro svou vynalézavost, šíři a hloubku svého díla. Ve své době byl uznáván jako jeden z největších vědců své doby, zastínil dokonce René Descarta. Až ve 20. století ale bylo jeho dílo oceněno z nenáboženského úhlu pohledu. Edward. W. Schmidt jej označil za „posledního renesančního člověka“, historička Paula Findlenová za „prvního vědce, který dosáhl světového věhlasu“.

## Život
Kircher se narodil ve městě Geisa poblíž Fuldy. Tato oblast se německy označuje jako Buchonia, proto byl někdy nazýván Bucho, Buchonius anebo Fuldensis podle města Fulda. Byl nejmladší z devíti dětí, mezi lety 1614–1618 studoval na fuldské jezuitské koleji. V Paderbornu pak 2. října 1618 vstoupil do jezuitského řádu a na tamějším Gymnasiu Salentinianu studoval filozofii a teologii. V roce 1622 pak musel prchnout před protestantskými vojsky vévody Kristiána Brunšvického. V Heiligenstadtu pak vyučoval matematiku, hebrejštinu a syrštinu, zajímal se i o fyziku, o čemž svědčí série ohňostrojů a pohyblivých obrazů, které předvedl při návštěvě arcibiskupa. Roku 1628 byl vysvěcen na kněze a stal se profesorem etiky, matematiky, hebrejštiny a syrštiny na Würzburské univerzitě. Svou první vědeckou práci, nazvanou Ars Magnesia, která byla věnována magnetismu, publikoval v roce 1631, v témže roce v důsledku třicetileté války odešel na papežskou univerzitu ve francouzském Avignonu. Roku 1633 ho císař a český král Ferdinand II. povolal k habsburském dvoru ve Vídni jako matematika za zesnulého Johannese Keplera. Toto rozhodnutí bylo ale odvoláno kvůli nátlaku francouzského astronoma Nicolase-Clauda Fabri de Peiresc. Posléze odešel do Říma na jezuitské Collegium Romanum, kde se mohl věnovat své vědecké činnosti. Od roku 1638 v tomto institutu vyučoval matematiku, fyziku a orientální jazyky. V roce 1661 objevil v Mentorelle u Tivoli ruiny kostela postaveného dle legendy ve 4. století císařem Konstantinem Velikým na místě, kde onen údajně zažil zjevení Ježíše Krista. Na obnovu tohoto kostela pak Kircher začal sbírat finance a nařídil nechat zde pohřbít své srdce. Polyhistor Athanasius Kircher zemřel v Římě 27. listopadu 1680.

## Dílo

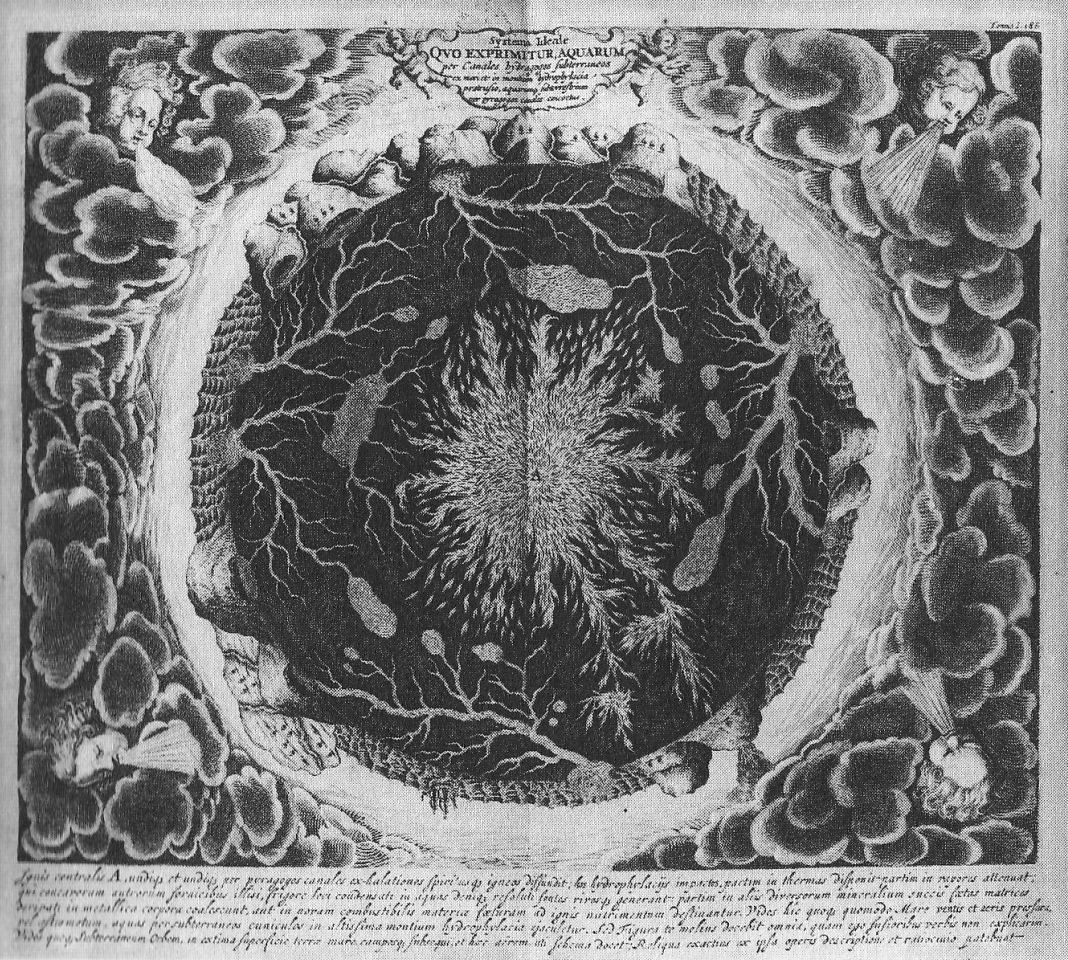
Kircherův model vnitřní struktury Země z Mundus subterraneus (1678)

Publikoval více než 40 vědeckých spisů z nejrůznějších oblastí. V dnešní době je nejznámější jeho Oedipus Aegyptiacus, monumentální egyptologická práce, kterou vlastně byla započata celá tato vědní disciplína. Přestože se mu nepodařilo hieroglyfy rozluštit (to dokázal až Jean-François Champollion) a v jejich interpretaci se v mnohém mýlil, jeho význam pro egyptologii je nesporný. Zajímal se i o Čínu, jeho snahy, aby tam byl vyslán jako misionář, nebyly úspěšné, nicméně vydal encyklopedii China Illustrata, v níž shromáždil křesťanské informace o této zemi. Věnoval se také geologii (své poznatky o formování země shromáždil ve spise Mundus Subterraneus), medicíně (vyznačoval se již zcela moderním přístupem k chorobám, navrhl hygienická opatření proti šíření chorob, ve spise Scrutinium Pestis z roku 1658 pod vlivem svých pozorování mikroskopem napsal, že nemoci jsou způsobeny mikroorganismy v krvi), projekci obrazů (laterně magice), akustice a hudbě, astronomii a projektu univerzálního jazyka (ve spise Phonurgia nova z roku 1673).
V roce 1666 získal Kircher Voynichův manuskript, který dostal od pražského lékaře Jana Marca Marciho, který doufal, že Kircher jej jako odborník na orientální jazyky bude schopen rozluštit. To se ale nestalo.

### Hudba
V díle Musurgia universalis z roku 1650, které obsahuje mnoho notových ukázek tehdejších skladatelů vysvětluje Kircher své názory na hudbu a afektovou teorii a podrobně se zabývá i stavbou varhan. Jedna z kreseb znázorňuje rozdíl mezi lidským sluchovým ústrojím a tímto ústrojím u několika druhů zvířat. V této knize také Kircher popisuje algoritmus pro automatické skládání hudby.

## Reference

Latium, 1671